# Berisa
Berisa (en griego antiguo: Βηρίσσα), también deletreada como Berissa, Verisa o Verissa, era una ciudad de la provincia romana tardía del Pontus Polemoniacus, en Asia Menor, que Kiepert y W. M. Ramsay han identificado con el pueblo moderno de Baulus (también conocido como Bolus), a 25 kilómetros al suroeste de Tokat.

## Historia
En la época de San Basilio, Berisa se incluyó en la diócesis de Ibora, como se desprende de las cartas LXXXVI y LXXXVII de Basilio, pero poco después se convirtió en obispado independiente en Armenia Prima, con Sebasteia como metrópoli. Este importante cambio tuvo lugar antes de 458, cuando su obispo, Majencio, suscribió con sus colegas de Armenia Prima una carta sinodal al emperador León I (Mansi, XII, 587-589). Hierocles, a principios del siglo VI, no la trata como una ciudad independiente; pero Justiniano lo menciona como tal en una Novela de 536, entre las ciudades de Armenia Secunda. Hay que recordar que este emperador, al crear la provincia de Armenia Quarta en 536, dio a Armenia Prima el nombre de Armenia Secunda, sin alterar la organización eclesiástica establecida, por lo que Berisa quedó como sede sufragánea de Sebasteia. En algún momento, mientras Berisa, bajo el nombre de Verissa, era parte de Armenia Secunda, la sede fue elevada al rango arzobispal, donde Verissa todavía es considerada por la Iglesia católica como sede titular.
Entre sus obispos posteriores se puede mencionar a Tomás, quien estuvo presente en el quinto concilio ecuménico en Constantinopla, en 553 (Mansi, IX, 175), y otro en el sexto en 680-681 (Mansi, XI, 66). Aparece aún más tarde en el Notitia Episcopatuum como sufragáneo de Sebasteia. En algunos textos aparece como Merisse o Kerisse, simples errores paleográficos.
Berisa era un obispado latino hasta el siglo XV, cuando Pablo II nombró al franciscano Liberto de Broehun para suceder al obispo fallecido, Juan (Wadding, Annales Minorum, VI, 708). Berisa, que ya no es un obispado residencial, figura hoy en la lista de la Iglesia Católica como sede titular.